# Горска улулица
Горската улулица  (Strix aluco) е птица от семейство Совови, един от най-често срещаните видове европейски сови. Разпространена е на Британските острови, с изключение на Ирландия, в цяла Европа, от южните части на Скандинавия до Средиземно море, района на Атласките планини в Северна Африка, от Мала Азия до западен Иран, подпланинските области южно от Хималаите, северен Индокитай, Източен Китай, Тайван и Корея. В България е широко разпространена в цялата страна в равнинни и планински райони. Установена е до 1750 m н.в. Най-многобройна е в пояса 200 – 600 m н.в.
Възприемана е като полезна птица - регулатор на популациите на мишевидни гризачи и насекоми.

## Физически характеристики
Сравнително едра сова. Дължината ѝ е 37 – 46 см, а размахът на крилата 81 – 105 см. (дължината на крилото е 26 – 31 см.) Теглото и достига 385—800 гр. Главата е голяма, с ясно очертан лицев диск и без характерните издължени пера – „уши“. Крилата са закръглени, а опашката е къса.  Горната страна на тялото ѝ е кафява или ръждивокафява с тъмни надлъжни петна и дребни белезникави ивици. Отдолу е белезникава с широки надлъжни и напречни шарки. Няма полов диморфизъм, освен доколкото женските са доста по-големи от мъжките, с 5% по-дълги и с 25% по-тежки. Младите екземпляри имат по-рехаво оперение и светли размити шарки.

## Местообитание и поведение
Горската улулица е постоянна птица в целия си ареал. Среща се по-често в широколистни планински гори и сравнително рядко в равнините. През зимата посещава изкуствени насаждения, паркове, градини и населени места. Постепенно се приспособява за гнездене и в населени места. Не допуска прекалена близост с други съседи. Плътността на гнездящите двойки варира в различните части на ареала. В Западна и Средна Европа 2 съседни двойки могат да са на разстояние 300 – 400 m, докато в България периметърът е около 1 km.
Гнезди в хралупи на широколистни дървета, на височина 2 – 9 m. Наблюдавани са изключения, когато гнезди на земята. Много рядко използва стари гнезда на врани, керкенез, обикновен мишелов, голям ястреб, кани. Териториална (която обособява и пази своя територия) птица с привързаност към мястото на гнездене, което използва няколко години. През деня (с изключение на размножителния си период) стои неподвижно по отворите на хралупи.

## Хранене
Горската улулица ловува нощем. Храната ѝ е разнообразна. В нея преобладават дребни мишевидни гризачи, но когато не може да намери достатъчно от тях, напада и гълъби, гарги, дроздове, синигери, врабчета, гущери, жаби и твърдокрили насекоми. Погадките (образувания от несмилаемата за нея част от храната, които птицата повръща) ѝ са сиви на цвят, дълги – 4 – 6 см и широки – 2 – 3 см.

## Размножаване и развитие
Размножителният период започва през февруари или март. Тогава е активна и през деня. Лети между дърветата, пляска силно с крила, трака с човката си и издава силни крясъци.
Снася 4 – 5 бели яйца, които женската мъти 30 дни. Първите дни след излюпването на малките женската ги топли, а мъжкият носи храната. По-късно при храненето вземат участие и двамата родители. Малките напускат гнездото след 1 месец, но дълго след това възрастните птици продължават да ги хранят. При изобилна храна – през „миши години“ (поява на голямо количество мишки), горската улулица отглежда и второ поколение.

## Подвидове
Броят на подвидовете не е единно възприет. Различните автори, описват между 10 и 15 подвида. Тук са представени 11 подвида с тяхното разпространение:
- S. a. aluco (Linnaeus, 1758) – Скандинавия, Централна Европа, Балканския полуостров
- S. a. biddulphi (Scully, 1881) – Северозападна Индия и Пакистан
- S. a. harmsi (Zarudny, 1911) – Туркменистан
- S. a. ma (H. L. Clark, 1907) – Североизточен Китай и Корейския полуостров
- S. a. mauritanica (Witherby, 1905) – Северозападна Африка
- S. a. nivicola (Blyth, 1845) – Непал, Югоизточен Китай, Северен Мианмар и Тайланд
- S. a. sanctinicolai (Zarudny, 1905) – Западен Иран и Североизточен Ирак
- S. a. siberiae (Dementiev, 1933) – Централен Сибир
- S. a. sylvatica (Shaw, 1809) – Западна Европа и о. Великобритания
- S. a. willkonskii (Menzbier, 1896) – Палестина, Северен Иран и Кавказ
- S. a. yamadae (Yamashina, 1936) – о. Тайван